# MonsterVerse

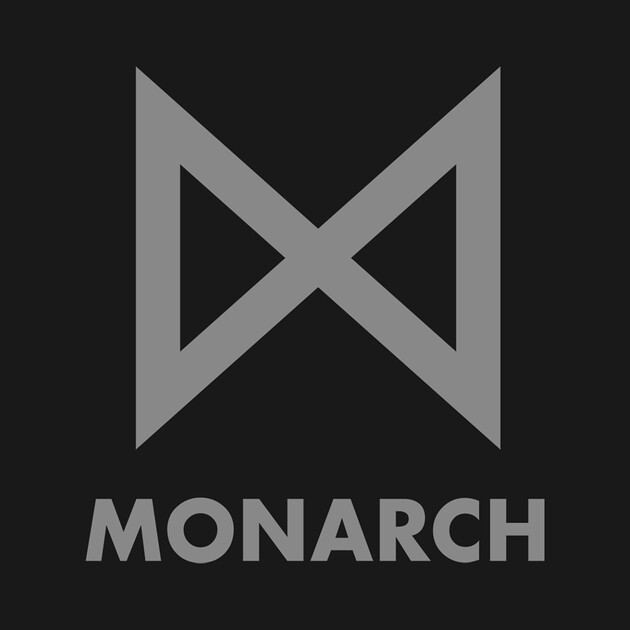
Logo de la organización ficticia Monarch, encargada de estudiar a los titanes.

El MonsterVerse es una franquicia y universo cinematográfico compartido, centrado en una serie de películas de monstruos protagonizadas por Godzilla y King Kong, distribuidas por Warner Bros. y Legendary Entertainment, en compañía de Toho (para las películas de Godzilla). La primera entrega fue Godzilla (2014), un reinicio de la franquicia de Godzilla, seguida de Kong: La Isla Calavera (2017), un reinicio de la franquicia de King Kong. La siguiente película es Godzilla: King of the Monsters (2019) una secuela de Godzilla (2014). La cuarta fue Godzilla vs. Kong (2021). La saga ha logrado una taquilla de $1481,6 millones de dólares, frente a un presupuesto combinado de $515 millones de dólares.
La secuela de Godzilla vs. Kong, la quinta entrega del "Monsterverse" tras ésta, 'Godzilla' (2014), 'Kong, la Isla Calavera' (2017) y 'Godzilla, Rey de los Monstruos' (2019), comenzó su producción en verano de 2022 en Australia.
Godzilla y Kong: el nuevo imperio llegó a la pantalla grande el 27 de marzo de 2024, prometiendo llevar la saga a nuevas alturas en una épica batalla entre titanes.

## Desarrollo
Legendary Entertainment confirmó en julio de 2014 en la San Diego Comic-Con International que habían adquirido los derechos de Mothra, Rodan, y King Ghidorah de Toho y revelaron arte conceptual con palabras diciendo "Conflicto: inevitable. Dejenlos pelear". En septiembre de 2015, Legendary anunció que la película Kong: La Isla Calavera no sería desarrollada en Universal Studios, si no que sería desarrollada con Warner Bros., aquí comenzó la especulación de que Godzilla y King Kong aparecerían juntos en una película.
En octubre de 2015, Legendary anunció planes para unir a Godzilla y King Kong en una película llamada Godzilla vs. Kong, seleccionando el 2020 como fecha de estreno. Legendary planea crear una franquicia "centrada en Monarch" (la agencia secreta del gobierno que apareció en Godzilla de 2014) y que "pondrían juntos a Godzilla y a King Kong en un ecosistema con otras super especies gigantes, clásicas y nuevas". Mientras que Legendary se mantendrá en Universal, continuará colaborando con Warner Bros. para la franquicia. Más tarde, fue anunciado que Kong: La Isla Calavera tendría referencias a Monarch.
En mayo de 2016, Warner Bros. anunció que Godzilla vs. Kong sería lanzada el 29 de mayo de 2020, y que Godzilla: King of the Monsters sería atrasada de su fecha original en junio de 2018 hasta el 22 de marzo de 2019.
En enero de 2021 se anunció que se estaba desarrollando para Netflix la serie La isla Calavera (Skull Island), centrada en las aventuras de unos náufragos que intentan escapar de la isla titular, que alberga varios monstruos prehistóricos.  

## Películas
| Película                          | Fecha de estreno    | Director            | Historia                                         | Guion                                            | Productores                                                                      | Estado    |
| --------------------------------- | ------------------- | ------------------- | ------------------------------------------------ | ------------------------------------------------ | -------------------------------------------------------------------------------- | --------- |
| Godzilla                          | 16 de mayo de 2014  | Gareth Edwards      | David Callaham                                   | Max Borenstein                                   | Thomas Tull, Jon Jashni, Mary Parent y Brian Rogers                              | Estrenada |
| Kong: La Isla Calavera            | 10 de marzo de 2017 | Jordan Vogt-Roberts | John Gatins y Dan Gilroy                         | Dan Gilroy, Max Borenstein y Derek Connolly      | Thomas Tull, Jon Jashni, Mary Parent y Alex Garcia                               | Estrenada |
| Godzilla: King of the Monsters    | 31 de mayo de 2019  | Michael Dougherty   | Max Borenstein, Michael Dougherty y Zach Shields | Max Borenstein, Michael Dougherty y Zach Shields | Thomas Tull, Jon Jashni, Mary Parent, Alex Garcia y Brian Rogers                 | Estrenada |
| Godzilla vs. Kong                 | 24 de marzo de 2021 | Adam Wingard        | Terry Rossio, Michael Dougherty y Zach Shields   | Eric Pearson y Max Borenstein                    | Mary Parent, Alex Garcia, Brian Rogers y Eric McLeod                             | Estrenada |
| Godzilla y Kong: el nuevo imperio | 29 de marzo de 2024 | Adam Wingard        | Terry Rossio, Jeremy Slater and Simon Barrett    | Terry Rossio, Jeremy Slater and Simon Barrett    | Thomas Tull, Jon Jashni, Brian Rogers, Mary Parent, Alex Garcia, and Eric McLeod | Estrenada |
| Godzilla X Kong: Supernova        | 27 de marzo de 2027 |                     |                                                  |                                                  |                                                                                  |           |

### Godzilla (2014)
La película vuelve a contar los orígenes de Godzilla en la época contemporánea y se establece 15 años después de un colapso nuclear en Japón, que despierta posteriormente dos criaturas parásitas gigantes, conocidas como "MUTOS" (siglas en inglés de Organismos Terrestres Gigantes No Identificados), que devastan el campo para reproducirse pero al hacerlo, también despiertan a un ser más destructivo, un antiguo depredador alfa, conocido como "Godzilla", cuya existencia ha sido mantenida en secreto por el gobierno de Estados Unidos desde 1954. La película introduce a Godzilla, los MUTOs y la organización Monarca al MonsterVerse.
En 2004, el director Yoshimitsu Banno obtuvo el permiso de Toho para producir una corta película de IMAX Godzilla que estaba en desarrollo durante varios años hasta que el proyecto fue finalmente entregado a Legendary Pictures. En marzo de 2010, Legendary anunció haber adquirido derechos de Godzilla para un reboot. En enero de 2011, Gareth Edwards fue anunciado como el director de la película. La película fue coproducida con Warner Bros. Pictures con rodaje terminado en 2013 en Canadá y los Estados Unidos para su lanzamiento en 2014. Godzilla fue lanzado el 16 de mayo de 2014 con valoraciones positivas por parte de la crítica y fue un éxito en taquilla, recaudando $ 200 millones a nivel nacional y $ 529 millones en todo el mundo.

### Kong: La isla Calavera (2017)
La película se sitúa en 1973 y sigue a un equipo de científicos y de soldados de la guerra de Vietnam que viajan a una isla inexplorada en el Pacífico, donde encuentran criaturas terroríficas y al poderoso Kong. La película introduce a King Kong, Mother Longlegs, Sker Buffalo, Mire Squid, Leafwing, Psychovulture, Spore Mantis, Ramarak y los Skull Crawlers al MonsterVerse, y en una escena poscréditos introduce a Rodan, Mothra y King Ghidorah.
En julio de 2014 en la Comic-Con de San Diego, Legendary anunció una historia de origen de King Kong, inicialmente titulada Isla del Cráneo, con una fecha de lanzamiento del 4 de noviembre de 2016 y distribución de Universal Pictures. En septiembre de 2014, Jordan Vogt-Roberts fue anunciado como director de la película. En septiembre de 2015, Legendary trasladó el desarrollo de la película de Universal Pictures a Warner Bros. para crear un universo cinematográfico expandido. El rodaje comenzó el 19 de octubre de 2015, en Hawái y varios lugares alrededor de Vietnam. Kong: La Isla Calavera fue lanzada el 10 de marzo de 2017 a críticas positivas de los críticos y ha recaudado 534 millones de dólares en todo el mundo, contra su presupuesto de 185 millones de dólares.

### Godzilla: King of the Monsters (2019)
El director Gareth Edwards dijo que quería que Godzilla, del 2014, trabajara como una película independiente con un final definitivo, y se opuso a las sugerencias de que el final dejara la película abierta para una secuela. Dijo que no tenía ningún problema en volver a hacer una secuela si la película lo hacía bien, pero su principal preocupación era entregar una experiencia satisfactoria con la película actual: "Quiero una historia que comience y termine, y que deje en una nota alta Eso es todo lo que nos importaba cuando estábamos haciendo esto, sólo esta película. Si esta película es buena, los otros pueden venir, pero vamos a prestar atención a esto y no dejarse llevar por otras cosas ".
Después de una exitosa apertura de más de 196 millones de dólares en todo el mundo, Legendary greenlit la secuela de Godzilla con planes para producir una trilogía con Edwards adjunto a directo. En la Comic-Con de San Diego de 2014, Legendary confirmó que habían adquirido los derechos de Mothra, Rodan y el Rey Ghidorah de Toho. Se mostró un breve clip teaser que muestra el arte conceptual de los tres con el lema final "Let them fight".
En el otoño de 2014, Legendary anunció que la secuela será lanzada el 8 de junio de 2018 y que el escritor Max Borenstein volvería a escribir el guion. Borenstein dijo: "La respuesta a la primera película fue realmente emocionante, pero ahora que ese mundo está establecido, podemos hacer cosas más grandes y mejores". Mientras promueve a Kong: La Isla Calavera, Borenstein mencionó que una cosa que intentó hacer en la secuela Godzilla es hacer que Godzilla sea más empático para el público, haciendo referencia al final de la primera película, "Cuando Godzilla sopla su llama azul por la garganta de la otra Criatura - una criatura con la que nunca nos identificamos de ninguna manera - estamos empatizando con Godzilla. Eso es lo que más me encanta de la película, y creo que Gareth hizo un trabajo increíble sacando eso. Pienso que eso es lo que establece Hasta nuestra franquicia de Godzilla de una manera que la segunda película de Godzilla puede tomar para empezar a hacer Godzilla una figura más relatable, enfático. Pero necesitaba esa base porque no inmediatamente invertir emocionalmente en algo que se parece a un dragón gigante o lagartija." El 13 de abril de 2015, Taylor-Johnson declaró que no estaba seguro si volvería a repetir su papel para la secuela y que su regreso dependía de la decisión de Edwards.
En mayo de 2016, Warner Bros. anunció que Godzilla 2 sería empujado de regreso de su fecha de lanzamiento original de junio de 2018 al 22 de marzo de 2019. Ese mismo mes, Warner Bros reveló que Edwards dejó la secuela para trabajar en proyectos de menor escala.
En octubre de 2016, se confirmó que Michael Dougherty y Zach Shields (ambos que trabajaban en Krampus) escribirían el guion para Godzilla 2. Un día después, se informó que Dougherty también estaba en negociaciones para dirigir Godzilla 2. El mismo mes, Legendary anunció que la película sería rodada en su sede de Wanda Qingdao Movie Metropolis en China, junto con Pacific Rim: Uprising. La película está programada para comenzar a filmar en Atlanta en junio de 2017. En diciembre de 2016, Legendary anunció que el título oficial Para Godzilla 2 sería Godzilla: Rey de los Monstruos.
A principios de enero de 2017, Michael Dougherty fue confirmado oficialmente como el director de Godzilla: King of the Monsters. A finales de enero de 2017, Millie Bobby Brown fue elegida para la película. En febrero de 2017, Kyle Chandler y Vera Farmiga fueron seleccionados como los padres del personaje de Brown. En marzo de 2017, se informó que O'Shea Jackson Jr. estaba en conversaciones para un papel en la película. En abril de 2017, Aisha Hinds fue confirmado para unirse al reparto de la película.
El 21 de junio de 2018 durante la San Diego Comic-Con International en el panel de Warner Bros. fue mostrado el primer tráiler de la película.

### Godzilla vs. Kong (2021)
Legendary anunció por primera vez la película en octubre de 2015, cuando también anunció sus planes para una franquicia cinematográfica compartida con Godzilla y King Kong. En mayo de 2016, Warner Bros. anunció que la película sería lanzada el 29 de mayo de 2020. En marzo de 2017, Legendary reunió su "sala de escritores" para desarrollar el MonsterVerse y una historia para Godzilla vs Kong. Finalmente, para el cruce entre Godzilla y King Kong, se ha escogido al director de cine Adam Wingard.
El lanzamiento a nivel mundial, del primer tráiler completo, se produjo el 24 de enero de 2021.
La película tiene como fecha de estreno, el 26 de marzo de 2021, en 2D, 3D e IMAX.
En esta película se parte de elementos mostrados en las anteriores de este universo cinematográfico para el desarrollo de la trama; tales como la teoría del núcleo hueco de la tierra, los túneles que la conectan y por los que pueden viajar los distintos kaiju, así como la aparición y mención de distintas compañías, criaturas o localizaciones concretas.
Mechagodzilla hace su primera y única aparición dentro de esta saga.

### Godzilla y Kong: El Nuevo Imperio (2024)
Godzilla y Kong se reúnen para enfrentar una amenaza desconocida escondida en las profundidades de la Tierra que desafía la existencia de humanos y titanes por igual. La película presenta al Rey Skar, Suko, Wart Dog, Parrot Frog, Vertacine, Drownviper, Tiamat y Shimo en el Monsterverse.
En marzo de 2022, se anunció que una secuela de Godzilla vs. Kong está programada para comenzar a filmarse a finales de año en Gold Coast, Queensland y otras ubicaciones en el sureste de Queensland. 
En mayo de 2022, se anunció que Wingard volvería a dirigir y que Dan Stevens había sido elegido como protagonista. Wingard y Stevens habían trabajado juntos anteriormente en The Guest. 
Godzilla y Kong: El nuevo imperio se estrenó en cines a nivel internacional el 27 de marzo de 2024 y fue un éxito en taquilla, recaudando $ 197 millones a nivel nacional y más de $ 571 millones en todo el mundo, convirtiéndose en la película con mayor recaudación de la franquicia del Monsterverse.

### Godzilla y Kong:Supernova (2027)
En mayo de 2025 hicieron oficial el título.

## Series de Televisión
En enero de 2021, se anunció que estaba en desarrollo una serie animada de estilo anime ambientada en MonsterVerse titulada La isla calavera (Skull Island) y se estrenó en Netflix el 22 de junio de 2023. La serie gira alrededor de un grupo de exploradores que naufraga en una isla del Pacífico Sur habitada por una colección de aterradoras criaturas sobre las que reina Kong, un simio gigante. La serie no tiene referencias a Monarch ni los protagonistas humanos tienen relación con las historias presentadas en las películas. El proyecto está escrito por Brian Duffield, quien también se desempeña como co-productor ejecutivo con Jacob Robinson. La serie es una producción conjunta entre Legendary Television, Tractor Pants Productions, Powerhouse Animation Studios y Netflix Animation. 
| Serie                               | Temporada | Temporada | Episodios | Estreno original        | Estreno original    | Cadena o Plataforma web | Showrunner(s)                   | Estado    |
| Serie                               | Temporada | Temporada | Episodios | Primero                 | Último              | Cadena o Plataforma web | Showrunner(s)                   | Estado    |
| ----------------------------------- | --------- | --------- | --------- | ----------------------- | ------------------- | ----------------------- | ------------------------------- | --------- |
| La isla Calavera (Skull Island)     |           | 1         | 8         | 22 de junio de 2023     | 22 de junio de 2023 | Netflix                 | Brian Duffield & Jacob Robinson | Estrenada |
| Monarch: el legado de los monstruos |           | 1         | 10        | 17 de noviembre de 2023 | 12 de enero de 2024 | Apple TV+               | Matt Shakman & Chris Black      | Estrenada |

## Material Relacionado

### Cómics
| Título                      | Fecha de lanzamiento | Escritor                         | Historia                         | Ilustrador (s)                                         | Dieño de portada | Nota                                                   |
| --------------------------- | -------------------- | -------------------------------- | -------------------------------- | ------------------------------------------------------ | ---------------- | ------------------------------------------------------ |
| Godzilla: Awakening         | 7 de mayo de 2014    | Max Borenstein y Greg Borenstein | Max Borenstein y Greg Borenstein | Eric Battle, Yvel Guichet, Alan Quah, y Lee Loughridge | Arthur Adams     | Cómic precuela de Godzilla                             |
| Skull Island: Birth of Kong | 12 de abril de 2017  | Arvid Nelson                     | Arvid Nelson                     | Zid                                                    |                  | Cómic precuela/secuela de Kong: La Isla Calavera       |
| Godzilla: Aftershock        | 21 de mayo de 2019   | Arvid Nelson                     | Arvid Nelson                     | Drew Johnson                                           |                  | Cómic precuela de Godzilla II: El rey de los monstruos |
| Kingdom Kong                | 6 de abril de 2021   | Marie Anello                     | Marie Anello                     | Zid                                                    |                  | Cómic precuela de Godzilla vs. Kong                    |
| Godzilla Dominion           | 6 de abril de 2021   | Greg Keyes                       | Greg Keyes                       | Drew Johnson                                           |                  | Cómic precuela de Godzilla vs. Kong                    |
| Godzilla: Fight or Flight   | 16 de agosto de 2023 | Brian Buccellato                 | Brian Buccellato                 | Zid                                                    |                  | Cómic precuela de Godzilla vs. Kong                    |
| Godzilla x Kong: The Hunted | 26 de marzo de 2024  | Brian Buccellato                 | Brian Buccellato                 | Zid, Drew Johnson, y Dario Formisani                   |                  | Cómic precuela de Godzilla y Kong: El Nuevo Imperio    |

### Libros
| Título                                                            | Fecha de lanzamiento | Escritor(s) | Nota                        |
| ----------------------------------------------------------------- | -------------------- | ----------- | --------------------------- |
| Godzilla – The Official Movie Novelization                        | 20 de mayo de 2014   | Greg Cox    | Novelización de la película |
| Kong: Skull Island – The Official Movie Novelization              | 14 de marzo de 2017  | Tim Lebbon  | Novelización de la película |
| Godzilla: King of the Monsters – The Official Movie Novelization  | 28 de mayo de 2019   | Greg Keyes  | Novelización de la película |
| Godzilla vs. Kong – The Official Movie Novelization               | 6 de abril de 2021   | Greg Keyes  | Novelización de la película |
| Godzilla x Kong: The New Empire – The Official Movie Novelization | 29 de marzo de 2024  | Greg Keyes  | Novelización de la película |

### Videojuegos
| Título                   | Fecha de lanzamiento  | Desarrollador              | Publicador                 | Notas                                          |
| ------------------------ | --------------------- | -------------------------- | -------------------------- | ---------------------------------------------- |
| Godzilla: Crisis Defense | 7 de mayo de 2014     | Legendary                  | Legendary                  | Videojuego web relacionado con Godzilla        |
| Godzilla: Strike Zone    | 15 de mayo de 2014    | Warner Bros. Entertainment | Warner Bros. Entertainment | Videojuego móvil relacionado con Godzilla      |
| Godzilla: Smash 3        | 16 de mayo de 2014    | Rogue Play                 | Pipeworks                  | Videojuego móvil relacionado con Godzilla      |
| Godzilla vs              | 16 de marzo de 2015   | Legendary                  | Pipeworks                  | Videojuego de consola relacionado con Godzilla |
| Kong: Survivor Instinct  | 22 de octubre de 2024 | 7Levels                    | 7Levels                    | Videojuego de consola relacionado con Kong     |

## Monstruos
Antes de los sucesos de Godzilla: King of the Monsters, Monarch dejó explícita la existencia de más de 17 monstruos conocidos como Titanes, cada uno con un sitio de contención determinado por un número, dichas criaturas fueron encontrados con base a leyendas populares, mitos y deidades alrededor del mundo. Los monstruos de los que se tiene conocimiento son los siguientes:
| Lugar                                                                                   | Nombre                                    | Mito                                                                   | Descripción |
| --------------------------------------------------------------------------------------- | ----------------------------------------- | ---------------------------------------------------------------------- | --- |
| * Base 32, Antártica                                                                    | Monster Zero Titanus Ghidorah             | Hidra de Lerna Dragón chino El gran dragón rojo Bestia del Apocalipsis | "El uno que es muchos", es una hidra de tres cabezas de origen extraterrestre, con una altura de 521 pies (158,8 metros) de altura. |
| * Base 33, Isla Calavera (anteriormente) - Base Desconocida, Tierra hueca (actualmente) | Titanus Kong                              | Gigantopithecus blacki                                                 | Gorila gigante, protector de la Isla calavera, hasta el momento el único titan de tipo mamífero que se ha documentado. Posee una conexión especial con una niña iwi llamada Jia. . |
| * Base 49, Lago Ness, Escocia, Reino Unido                                              | Titanus Leviathan                         | Leviatán Monstruo del lago Ness                                        | |
| * Base 53, Stone Mountain, Georgia, Estados Unidos                                      | Titanus Tiamat                            | Tiamat                                                                 | |
| * Base 54, Castle Bravo, Bermudas                                                       | Titanus Godzilla                          |                                                                        | Saurio bípedo gigante, conocido como "El rey de los monstruos", actual alfa entre los titanes del mundo. |
| * Base 55, Sedona, Arizona, Estados Unidos                                              | Titanus Scylla                            | Escila                                                                 | |
| * Base 56, Isla de Mara, México                                                         | Titanus Rodan                             | Fénix                                                                  | |
| * Base 57, Machu Picchu, Perú                                                           | Titanus Quetzalcoatl                      | Quetzalcóatl Amaru Fenghuang                                           | |
| * Base 58, Reserva biológica de Tinguá, Rio de Janeiro, Brasil                          | Titanus Behemoth                          | Behemoth                                                               | |
| * Base 61, Selva de Yunnan, China                                                       | Titanus Mothra                            |                                                                        | Polilla gigante; conocida como "La reina de los monstruos" por su relación simbiótica con Godzilla. |
| * Base 65, El Cairo, Egipto                                                             | Titanus Sekhmet                           | Sejmet                                                                 | |
| * Base 66, Formaciones rocosas de Man-Pupu-Nior, Rusia                                  | Titanus Amhuluk                           |                                                                        | |
| * Base 67, Múnich, Alemania                                                             | Titanus Methuselah                        | Matusalén                                                              | |
| * Base 68, Volubilis, Marruecos                                                         | Titanus Baphomet                          | Baphomet                                                               | |
| * Base 75, Gebel Barkal, Sudán                                                          | Titanus Mokele-M'bembe                    | Mokèlé-mbèmbé                                                          | |
| * Base 77, Devil's Tower, Wyoming, Estados Unidos                                       | Titanus Abaddon                           | Abadón                                                                 | |
| * Base 91, Monte Fuji, Japón                                                            | Titanus Yamata No Orochi                  | Yamata-no-Orochi                                                       | |
| * Base 92, Angkor Wat, Camboya                                                          | Titanus Typhon                            | Typhon Azhi Dahaka Phaya Naga                                          | |
| * Base 99, Ayers Rock, Australia                                                        | Titanus Bunyip                            | Bunyip                                                                 | |
| * Base ?, Janjira, Japón                                                                | Titanus Jinshin-Mushi M.U.T.O. Macho      |                                                                        | |
| * Base ?, Yucca Mountain, Nevada, Estados Unidos                                        | Titanus Jinshin-Mushi M.U.T.O. Hembra     |                                                                        | |
| * Base ?, Hoboken, Nueva Jersey, Estados Unidos                                         | Titanus Jinshin-Mushi M.U.T.O. Reina Barb |                                                                        | |
| * Base Apex 01, Hong Kong, China (Sin afiliación a Monarch)                             | Mecha-Godzilla                            | Mecha                                                                  | Titán mecanizado, creado para defender a la humanidad de los Titanes. El cráneo de Ghidorah se utilizó para potenciar la conexión entre piloto y mecha. |
| * Base Desconocida, Tierra hueca                                                        | Titanus King Kong (Skar King)             |                                                                        | Titán rebelde de una especie similar a Kong, posee un pelaje color rojizo, es ligeramente más bajo que Kong y más agresivo. Una espina dorsal de Skull Crawler como látigo. |
| * Base Desconocida, Tierra hueca                                                        | Titanus Shimo                             |                                                                        | Un longevo Titán con apariencia de lagarto, parecido a una de las bestias de Daniel; "Y he aquí, la cuarta bestia, espantosa y terrible, y en gran manera fuerte, la cual tenía unos dientes grandes de hierro; devoraba y desmenuzaba, y hollaba las sobras con sus pies; y era muy diferente de todas las bestias que había visto antes de ella y tenía diez cuernos". Considerablemente más grande que Godzilla, Kong y los demás Titanes, posee la habilidad de congelar el en torno a voluntas gracias a un rayo de hielo que emana de su boca dentada. |

Otros monstruos que han aparecido en el MonsterVerse, dentro de Cómics que amplían las historias de las películas.
| Lugar                          | Nombre                               | Aparición            | Mito     | Descripción |
| ------------------------------ | ------------------------------------ | -------------------- | -------- | ----------- |
| * Base ?, Filipinas            | Titanus Shinomura                    | Godzilla: Awakening  |          |             |
| * Base ?, Guam, Islas Marianas | Titanus Jinshin-Mushi M.U.T.O. Prime | Godzilla: Aftershock |          |             |
| * Base ?, México               | Titanus Camazotz                     | Kingdom Kong         | Camazotz |             |
| * Base ?, Océano Índico        | Titanus Na'Kika                      | Godzilla Dominion    | Kraken   |             |

## Reparto
Indicadores de la lista
En esta sección se muestran los personajes que fueron protagonistas de una o varias cintas del universo compartido. 
- Una celda vacía, de color gris oscuro, indica que el personaje no aparece en la película, o que su presencia aún no ha sido confirmada.
- F indica una aparición en fotografías, pinturas o materiales de archivos en pantalla.
- E indica una aparición a través del uso de efectos especiales.
- D indica una aparición no acreditada.
- V indica un papel de solo voz.

| Godzilla                            | T.J. StormE          | T.J. StormVF               | T.J. StormE                             | T.J. StormE                | T.J. StormE          | T.J. StormE       | T.J. StormE | T.J. StormE |
| Teniente Ford Brody                 | Aaron Taylor-Johnson |                            |                                         |                            |                      |                   |             |             |
| Dr. Ishiro Serizawa                 | Ken Watanabe         |                            | Ken Watanabe                            |                            |                      |                   |             |             |
| Elle Brody                          | Elizabeth Olsen      |                            |                                         |                            |                      |                   |             |             |
| Joe Brody                           | Bryan Cranston       |                            |                                         |                            |                      |                   |             |             |
| Dra. Vivienne Graham                | Sally Hawkins        |                            | Sally Hawkins                           |                            |                      |                   |             |             |
| Sandra Brody                        | Juliette Binoche     |                            |                                         |                            |                      |                   |             |             |
| Contraalmirante William Stenz       | David Strathairn     |                            | David Strathairn                        |                            |                      |                   |             |             |
| MUTO                                | Matt CrossELee RossE |                            | CGI                                     | "MUTO"F                    |                      |                   |             |             |
| King Kong                           |                      | Terry NotaryEToby KebbellE | "King Kong"F                            | Terry NotaryEToby KebbellE |                      |                   |             |             |
| James Conrad                        |                      | Tom Hiddleston             |                                         |                            |                      |                   |             |             |
| Preston Packard                     |                      |                            |                                         | Samuel L. Jackson          |                      |                   |             |             |
| Mason Weaver                        |                      |                            |                                         | Brie Larson                |                      |                   |             |             |
| William "Bill" Randa                |                      | John Goodman               |                                         | John GoodmanV              |                      |                   |             |             |
| Hank Marlow                         |                      |                            |                                         | John C. Reilly             |                      |                   |             |             |
| San Lin                             |                      |                            |                                         | Jing Tian                  |                      |                   |             |             |
| Houston Brooks                      |                      |                            |                                         | Corey Hawkins              | Joe Morton           |                   |             |             |
| King Ghidorah                       |                      | "King Ghidorah"F           | Jason LilesEAlan MaxsonERichard DortonE | "King Ghidorah"F           |                      |                   |             |             |
| Mark Russell                        |                      |                            |                                         | Kyle Chandler              | Kyle Chandler        |                   |             |             |
| Emma Russell                        |                      |                            |                                         | Vera Farmiga               | Vera FarmigaF        |                   |             |             |
| Madison Russell                     |                      |                            |                                         | Millie Bobby Brown         | Millie Bobby Brown   |                   |             |             |
| Dr. Rick Stanton                    |                      |                            |                                         | Bradley Whitford           |                      |                   |             |             |
| Alan Jonah                          |                      |                            |                                         | Charles Dance              |                      |                   |             |             |
| Sam Coleman                         |                      |                            |                                         | Thomas Middleditch         |                      |                   |             |             |
| Coronel Diane Foster                |                      |                            |                                         | Aisha Hinds                |                      |                   |             |             |
| Jackson Barnes                      |                      |                            |                                         | O'Shea Jackson Jr.         |                      |                   |             |             |
| Dr. Ilene Chen                      |                      |                            |                                         | Zhang Ziyi                 |                      |                   |             |             |
| Rodan                               |                      | "Rodan"F                   | Jason LilesE                            | "Rodan"F                   |                      |                   |             |             |
| Dr. Nathan Lind                     |                      |                            |                                         | Alexander Skarsgård        |                      |                   |             |             |
| Dr. Ilene Andrews                   |                      |                            |                                         | Rebecca Hall               | Rebecca Hall         | Rebecca Hall      |             |             |
| Bernie Hayes                        |                      |                            |                                         | Brian Tyree Henry          | Brian Tyree Henry    | Brian Tyree Henry |             |             |
| Ren Serizawa                        |                      |                            |                                         | Shun Oguri                 |                      |                   |             |             |
| Maya Simmons                        |                      |                            |                                         | Eiza González              |                      |                   |             |             |
| Josh Valentine                      |                      |                            |                                         | Julian Dennison            |                      |                   |             |             |
| Walter Simmons                      |                      |                            |                                         | Demián Bichir              |                      |                   |             |             |
| Jia Andrews                         |                      |                            |                                         | Kaylee Hottle              | Kaylee Hottle        | Kaylee Hottle     |             |             |
| Trapper                             |                      |                            |                                         |                            |                      |                   | Dan Stevens |             |
| Mikael                              |                      |                            |                                         |                            | Alex Ferns           |                   |             |             |
| Reina Iwi                           |                      |                            |                                         |                            | Fala Chen            |                   |             |             |
| Hampton                             |                      |                            |                                         |                            | Rachel House         |                   |             |             |
| Locutor de programas de entrevistas |                      |                            |                                         |                            | Anthony Brandon Wong |                   |             |             |

## Recepción

### Taquilla
| Película                             | Fecha de lanzamiento | Recaudación  | Recaudación    | Recaudación    | Posición | Posición | Presupuesto  | Referencias   |
| Película                             | Fecha de lanzamiento | EE. UU.      | Internacional  | Global         | EE. UU.  | Global   | Presupuesto  | Referencias   |
| ------------------------------------ | -------------------- | ------------ | -------------- | -------------- | -------- | -------- | ------------ | ------------- |
| Godzilla                             | 16 de mayo de 2014   | $200 676,069 | $324,300,000   | $524,978,362   | #236     | #228     | $160 000 000 | [ 36 ]        |
| Kong: La Isla Calavera               | 10 de marzo de 2017  | $168,052 812 | $400,600,000   | $568,652,812   | #337     | #199     | $185 000 000 | [ 37 ]        |
| Godzilla II: El rey de los monstruos | 31 de mayo de 2019   | $110,500,138 | $276,800,000   | $387,300,138   | #685     | #365     | $170 200 000 | [ 39 ]        |
| Godzilla vs. Kong                    | 24 de marzo de 2021  | $100,916,094 | $369,200,000   | $470,116,094   | #797     | #271     | $155 200 000 | [ 43 ] [ 49 ] |
| Godzilla y Kong: El nuevo imperio    | 29 de marzo de 2024  | $197,350,016 | $373,700,000   | $570,927,635   | #        | #197     | $135 000 000 |               |
| Total                                | Total                | $777 495 129 | $1 744 600 000 | $2 521 975 041 | TBA      | TBA      | $805 400 000 | [ 51 ]        |

### Crítica
| Película                             | Rotten Tomatoes   | Rotten Tomatoes      | Rotten Tomatoes     | Metacritic      | CinemaScore | IMDb                | FilmAffinity       |
| Película                             | Críticos          | Críticos importantes | Audiencia           | Metacritic      | CinemaScore | IMDb                | FilmAffinity       |
| ------------------------------------ | ----------------- | -------------------- | ------------------- | --------------- | ----------- | ------------------- | ------------------ |
| Godzilla                             | 76% (330 reseñas) | 70% (79 reseñas)     | 66% (175 001 votos) | 62 (48 reseñas) | B+          | 6.4 (425 000 votos) | 5.0 (22 565 votos) |
| Kong: La Isla Calavera               | 75% (392 reseñas) | 67% (79 reseñas)     | 69% (50 000 votos)  | 62 (49 reseñas) | B+          | 6.6 (333 000 votos) | 5.8 (22 093 votos) |
| Godzilla II: El rey de los monstruos | 42% (352 reseñas) | 32% (65 reseñas)     | 80% (42 935 votos)  | 48 (46 reseñas) | B+          | 6.0 (193 000 votos) | 4.9 (8 449 votos)  |
| Godzilla vs. Kong                    | 75% (389 reseñas) | 71% (63 reseñas)     | 82% (10 000 votos)  | 59 (57 reseñas) | A           | 6.3 (222 000 votos) | 5.3 (10 173 votos) |
| Godzilla y Kong: El nuevo imperio    | 54%               | 67%                  | 91%                 | 47 (51 reseñas) | A-          | 6.1 (100 000 votos) |                    |
| Promedio                             | 67%               | 60%                  | 74                  | 56              | B+          | 6.3                 | 5.3                |

## Futuro
En octubre de 2017, Steven S. DeKnight (director y coguionista de Pacific Rim: Uprising) señaló que ha habido discusiones sobre un cruce entre la franquicia MonsterVerse y Pacific Rim, sin embargo, reiteró que todas eran posibilidades teóricas. Guillermo Del Toro (director y coguionista de Pacific Rim) también había expresado interés en que Pacific Rim se cruzara con Monsterverse. En marzo de 2019, cuando se le preguntó sobre el futuro de MonsterVerse, el productor Alex García declaró:

"Es un ladrillo a la vez, cada pieza tiene que ser lo mejor posible, así que ahora mismo todo está enfocado en esto [Godzilla: King of the Monsters y Godzilla vs. Kong]. ¿Pero podría haberlos? Sí, eso es la esperanza si las películas salen realmente bien".

En febrero de 2021, Adam Wingard (director de Godzilla vs. Kong) declaró: "Sé a dónde podríamos llegar con películas futuras", sin embargo, señaló que MonsterVerse se creó "hasta cierto punto" para llevar a Godzilla vs. Kong. Wingard agregó que MonsterVerse se encuentra en una "encrucijada", afirmando: "Es realmente en el punto en el que el público tiene que dar un paso adelante y votar por más de estas cosas. Si esta película es un éxito, obviamente continuarán adelante".
En abril de 2021, el director ejecutivo de Legendary, Josh Grode, comentó sobre las posibles secuelas: "Tenemos varias ideas para más películas". Ese mismo mes, el hashtag #ContinueTheMonsterverse comenzó a ser tendencia en Twitter, que obtuvo el apoyo de Jordan Vogt-Roberts (director de Kong: Skull Island) y fue reconocido por Legendary.